# Yoshihide Fukao
Yoshihide Fukao, född 1 juli 1949 i Hikone, är en japansk före detta volleybollspelare.
Fukao blev olympisk guldmedaljör i volleyboll vid sommarspelen 1972 i München.